# プロップローター

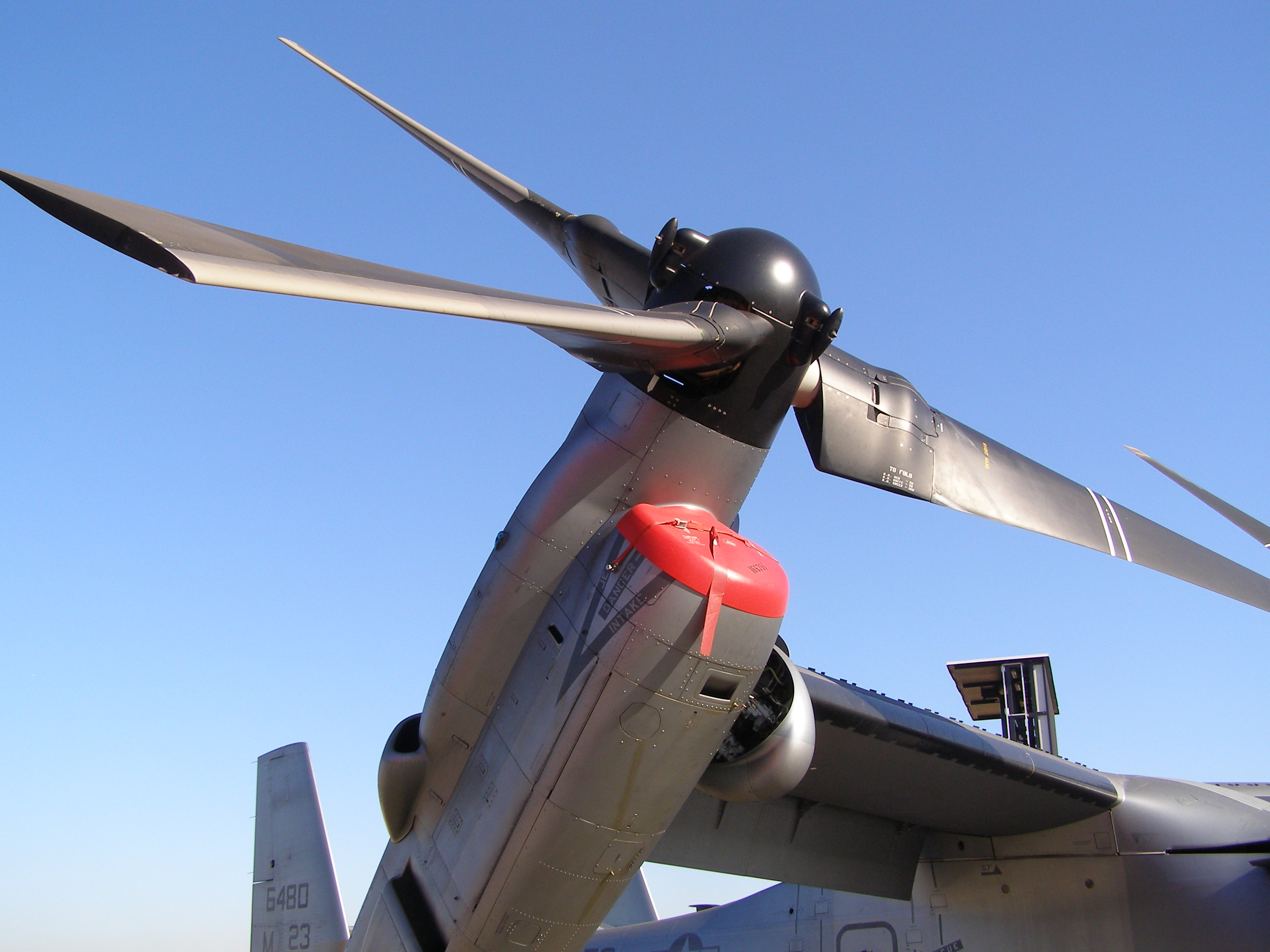
V-22 オスプレイのプロップローターのクローズアップ

プロップローター(Prop-rotor)は、VTOL（Vertical Take-Off and Landing , 垂直離着陸）機などで用いられる、固定翼機のプロペラとヘリコプターのローターの役割を兼ね備えた空気力学的な翼状整形を為された回転部品である。
この回転部品にプロペラとローターの2つの役割を持たせる方式には、次のものがある。 
- プロペラが取り付けられた翼の迎角をおおむね 0度 から 90度 くらいまで変化させる方式：ティルトウィング

- ローターハブ（それを駆動するエンジンを含む場合もある）の迎え角を変化させる方式：ティルトローター

- 機体全体の迎え角を変化させ、尾部を下にして離陸および着陸を行う方式：テイルシッター